# Jules Grévy
François Paul Jules Grévy (sinh ngày 15 tháng 8 năm 1807 - mất ngày 9 tháng 9 năm 1891) là tổng thống Đệ tam cộng hòa Pháp từ ngày 30 tháng 1 năm 1879 đến ngày 2 tháng 12 năm 1887. Ông cho rằng những người tiền nhiệm của ông là những người theo chế độ quân chủ đã cố gắng không thành công để khôi phục chế độ quân chủ Pháp, Grévy được coi là Tổng thống cộng hòa thực sự đầu tiên của Pháp. Ông thuộc Đảng Cộng hoà. Ông đã từ chức khi chưa hết nhiệm kỳ tổng thống.